# Деян Божков
Деян Божков (болг. Деян Маринов Божков; нар. 3 липня 1977, Шумен) – болгарський шахіст і шаховий тренер (Старший тренер ФІДЕ від 2012 року), гросмейстер від 2008 року.

## Шахова кар'єра
Неодноразово брав участь у фіналі чемпіонату Болгарії, найбільшого успіху досягнувши 2009 року в Благоєвграді, де завоював золоту медаль. 2005 року в складі національної збірної взяв участь у командному чемпіонаті Європи, який відбувся в Гетеборзі.
Гросмейстерські норми виконав у роках 2004/05 (на командних чемпіонаті Франції), 2006 (в Ізмірі) і 2008 (у Пловдиві, на чемпіонаті Європи).
Досягнув низки інших успіхів на міжнародній арені, зокрема:
- двічі поділив 2-ге місце в Стамбулі (2001, позаду Хрістоса Банікаса, разом зі Спірідоном Скембрісом, а також на чемпіонаті балканських країн, позаду Васіла Спасова, разом з Маріаном Петровим),
- поділив 1-ше місце у Варні (2003),
- посів 3-тє місце на Кіші (2003, позаду Ехсана Гаема Магамі і Владіміра Георгієва),
- посів 1-ше місце в Сен-Ло (2004),
- посів 3-тє місце в Кастельдафелсі (2004, позаду Ентоні Костена і Леоніда Мілова),
- поділив 1-ше місце в Нойгаузен-ам-Райнфаллі (2005, разом з Міленом Василєвим),
- поділив 1-ше місце в Фуенані (2006, разом з Дам'єном Ле Гоффом),
- посів 1-ше місце в Генгамі (2007),
- поділив 1-ше місце в Сант'Анастазії (2007, разом із, зокрема, Венціславом Інкьовим),
- двічі посів 1-ше місце в Гронінгені (2007, 2008),
- посів 1-ше місце у Верії (2008),
- поділив 2-ге місце в Пловдиві (2008, відкритий чемпіонат Болгарії, позаду Валентина Йотова, разом із, зокрема, Владиславом Неведничим, Дімітром Дончевим, Юліаном Радульським і Атанасом Колевим),
- поділив 1-ше місце в Цетинє (2009, разом з Ніколою Джукичем).

Найвищий рейтинг Ело в кар'єрі мав станом на 1 листопада 2011 року, досягнувши 2553 очок займав тоді 11-те місце серед болгарських шахістів.

## Зміни рейтингу
| На цьому місці має відображатися графік чи діаграма, однак з технічних причин його відображення наразі вимкнено. Будь ласка, не видаляйте код, який викликає це повідомлення. Розробники вже працюють для того, щоби відновити штатне функціонування цього графіка або діаграми. | |
| | На цьому місці має відображатися графік чи діаграма, однак з технічних причин його відображення наразі вимкнено. Будь ласка, не видаляйте код, який викликає це повідомлення. Розробники вже працюють для того, щоби відновити штатне функціонування цього графіка або діаграми. |